# Amphicyclotulus guadeloupensis
Espèce
Statut de conservation UICN

EX : Éteint
Amphicyclotulus guadeloupensis est une espèce éteinte d'escargot endémique de Guadeloupe qui possédait des branchies et un opercule. Il s'agit d'un gastéropode terrestre faisant partie de la famille des Neocyclotidae. Le type est préservé au Muséum national des États-Unis d'Amérique.

## Description
Amphicyclotulus guadeloupensis a une coquille suborbiculaire déprimée de couleur jaune cire. Cette coquille présente des fines stries de croissance ainsi qu'un décor sous forme de lignes spirales peu marquées sur la face postérieure des deux derniers tours, à l'exception du dernier demi-tour, lisse. L'ouverture est subcirculaire, oblique, légèrement anguleuse à son angle postérieure.
A. guadeloupensis est une espèce de grande taille dans le genre Amphicyclotulus, avec un diamètre maximal du type de 17,6 mm pour une hauteur de 12,8 mm.

## Étymologie
Son nom spécifique, composé de guadeloup[e] et du suffixe latin -ensis, « qui vit dans, qui habite », lui a été donné en référence au lieu de sa découverte. 

## Habitat
L'escargot n'a plus été vu depuis après sa description par de la Torre et collaborateurs en 1942. Le lieu exact de collecte de spécimens ayant servi à sa description n'étant pas connu, le milieu de vie de l'espèce est indéterminé. 

## Publication originale
- de la Torre, Bartsch & Morrison, 1942 : The cyclophorid operculate land mollusks of America. United States National Museum Bulletin, no 181, p. 1-306 (texte intégral).